# Нинечер
Нинечер је био трећи краљ из друге египатске династије. Владао је од 2810. или 2790. п. н. е. Постоје теорије да је владао 40 или 47 година. Спомиње се на Камену из Палерма, као и на печатима пронађеним у подземној галерији Сакаре. Постоје бројни предмети из времена његове владавине која је била дуга и просперитетна. Зна се да се суочавао са привредним и унутрашњополитичким проблемима.
Нинечеров гроб је пронађен у галерији у Сакари. Означен је као „гроб Б“, и налази се око 150 метара од гроба Хотепсехемуија. Подземна гробница се састоји из великог лавиринта са ходницима, собама и нишама. Сам гроб је на југозападу комплекса, али му се кров урушио. И остали ходници и собе у опасности су од рушења. Величина гробнице је 94 x 106 метара.